# Knud Heglund
Knud Lars Valdemar Heglund, född  31 maj 1894 i Köpenhamn, död 1 september 1960 i Gentofte, var en dansk skådespelare. Han var från 1926 gift med skådespelaren Lili Heglund.

## Filmografi i urval
- 1933 – Köpenhamnsluft
- 1934 – Lynet
- 1934 – På väg till paradiset
- 1938 – Konstnärsblod
- 1940 – En flicka hela da'n
- 1940 – Pas på Svinget i Solby
- 1941 – Frk. Kirkemus
- 1942 – Ballade i Nyhavn
- 1942 – Frk. Vildkat
- 1943 – Hans Onsdagsveninde
- 1943 – Det ender med bryllup
- 1943 – Jag mötte en mördare
- 1944 – Det kære København
- 1944 – Teatertosset
- 1946 – Sagan om elddonet (röst)
- 1946 – Op med lille Martha
- 1947 – Vi rackarungar
- 1950 – Min fru är oskyldig
- 1951 – Flyg med i det blå
- 1954 – Far till fyra far till fjälls
- 1957 – Tre piger fra Jylland
- 1957 – Ängel i svart